# Emil Ochyra
Emil Ochyra (n. 12 iulie 1936, Rozbórz⁠(d), Przeworsk County⁠(d), voievodatul Subcarpatia, Polonia – d. 26 mai 1980, Varșovia, Polonia) a fost un scrimer polonez, medaliat olimpic. A participat la 3 ediții ale Jocurilor Olimpice (1960, 1964, 1968) în care a câștigat o medalie de argint și o medalie de bronz.